# The glass menagerie (película de 1973)
'The glass menagerie', 'El Zoo de Cristal', es una película para televisión de drama estrenada el 16 de diciembre de 1973 en Estados Unidos. Basada en una obra de Tennessee Williams, dirigida por Anthony Harvey y protagonizada por Katharine Hepburn, Sam Waterston y Joanna Miles.

## Sinopsis
Amanda es una anciana madre que afronta los problemas de su familia lo mejor que puede con el interés de mantenerla unida por encima de todo. Su hijo Tom trabaja en una fábrica y todo lo que gana lo aporta en casa y su hija Laura pasa la mayor parte del tiempo con su colección de cristal, a pesar de que Amanda insiste para que encuentre novio.

## Reparto
1. Katharine Hepburn como Amanda Wingfield.
2. Sam Waterston como Tom Wingfield.
3. Joanna Miles como Laura Wingfield.
4. Michael Moriarty como Jim O'Connor.

## Estreno
La película se estrenó entre 1973 y 1979:
En 1973 en
1. Estados Unidos, el 16 de diciembre.

En 1979 en
1. Alemania Occidental, el 10 de julio.

Títulos
- "The Glass Menagerie" (Estados Unidos). (título original).
- "Die Glasmenagerie" (Alemania Occidental).
- "El zoo de cristal" (España).
- "Tennessee Williams' The Glass Menagerie" (Estados Unidos). (título completo).